# Oaks (Misuri)
Oaks es una villa ubicada en el condado de Clay en el estado estadounidense de Misuri. En el Censo de 2010 tenía una población de 129 habitantes y una densidad poblacional de 547,33 personas por km².

## Geografía
Oaks se encuentra ubicada en las coordenadas 39°11′49″N 94°34′19″O / 39.19694, -94.57194. Según la Oficina del Censo de los Estados Unidos, Oaks tiene una superficie total de 0.24 km², de la cual 0.24 km² corresponden a tierra firme y (0%) 0 km² es agua.

## Demografía
Según el censo de 2010, había 129 personas residiendo en Oaks. La densidad de población era de 547,33 hab./km². De los 129 habitantes, Oaks estaba compuesto por el 97.67% blancos, el 0.78% eran afroamericanos, el 0% eran amerindios, el 0.78% eran asiáticos, el 0% eran isleños del Pacífico, el 0% eran de otras razas y el 0.78% pertenecían a dos o más razas. Del total de la población el 7.75% eran hispanos o latinos de cualquier raza.